# Liste der Nummer-eins-Hits in der Schweiz (2010)
Dies ist eine Liste der Nummer-eins-Hits in der Schweiz im Jahr 2010. Sie basiert auf den Top 75 Singles und Top 100 Alben der offiziellen Schweizer Hitparade. Es gab in diesem Jahr 19 Nummer-eins-Singles und 24 Nummer-eins-Alben.

## Singles
| ← 2009 ← | Liste der Nummer-eins-Hits in der Schweiz | Liste der Nummer-eins-Hits in der Schweiz | Liste der Nummer-eins-Hits in der Schweiz | 2011 →                    |
| \| Zeitraum \| Wo. ges. \| Interpret \| Titel Autor(en) \| Zusätzliche Informationen \| \| (Zeitraum, Wochen auf Platz eins, Interpret, Titel, Autor[en], zusätzliche Informationen) \| \| \| \| \| \| ----------------------------------------------------------------------------------------- \| -------- \| --------------------------- \| ---------------------------------------------------------------------------------------------------------------------------------------------------------------------------------------------------------------------------------------------------------------------------------------------- \| ------------------------- \| \| 29. November 2009 – 16. Januar 2010 7 Wochen \| 7 \| Melanie Fiona \| Monday Morning Peter W. Keusch, Sidh Solanki, Charlene M. Gilliam \| – \| \| 17. Januar 2010 – 23. Januar 2010 1 Woche \| 1 \| Rihanna \| Russian Roulette Shaffer Smith, Charles T. Harmon \| – \| \| 24. Januar 2010 – 13. März 2010 7 Wochen (insgesamt 9) \| 9 \| Kesha \| TiK ToK Kesha Sebert, Benjamin Levin, Lukasz Gottwald \| – \| \| 14. März 2010 – 20. März 2010 1 Woche \| 1 \| Iyaz \| Replay Jason Joel Desrouleaux, Theron Makiel Thomas, Timothy Jamahli Thomas, Jonathan Rotem, Kisean Paul Anderson, Keidran K. Jones \| – \| \| 21. März 2010 – 3. April 2010 2 Wochen (insgesamt 9) \| 9 \| Kesha \| TiK ToK Kesha Sebert, Benjamin Levin, Lukasz Gottwald \| – \| \| 4. April 2010 – 1. Mai 2010 4 Wochen (insgesamt 5) \| 5 \| Stromae \| Alors on danse Paul Van Haver \| – \| \| 2. Mai 2010 – 8. Mai 2010 1 Woche \| 1 \| Mehrzad Marashi \| Don’t Believe Dieter Bohlen \| – \| \| 9. Mai 2010 – 15. Mai 2010 1 Woche (insgesamt 5) \| 5 \| Stromae \| Alors on danse Paul Van Haver \| – \| \| 16. Mai 2010 – 22. Mai 2010 1 Woche \| 1 \| Taio Cruz feat. Ludacris \| Break Your Heart Fraser Lance Thorneycroft Smith, Christopher Brian Bridges, Taio Cruz \| – \| \| 23. Mai 2010 – 12. Juni 2010 3 Wochen (insgesamt 4) \| 4 \| K’naan \| Wavin’ Flag Philip Martin Lawrence II, Peter Gene Hernandez, Keinan Abdi Warsame, Jean Guillaume Daval \| – \| \| 13. Juni 2010 – 19. Juni 2010 1 Woche \| 1 \| Lena Meyer-Landrut \| Satellite Julie R. Frost, John Gordon \| – \| \| 20. Juni 2010 – 26. Juni 2010 1 Woche (insgesamt 4) \| 4 \| K’naan \| Wavin’ Flag Philip Martin Lawrence II, Peter Gene Hernandez, Keinan Abdi Warsame, Jean Guillaume Daval \| – \| \| 27. Juni 2010 – 3. Juli 2010 1 Woche (insgesamt 4) \| 4 \| Shakira feat. Freshlyground \| Waka Waka (This Time for Africa) Shakira Isabel Mebarak Ripol, John Graham Hill, Zolani Monica Mahola, Simon Eric Attwell, Peter David Cohen, Kyla-Rose Smith, Julio Navela Sigauque, Neil John Francis Hawks, Eugene Victor Doo Belley, Jean Paul Zé Bella, Emile Kojidie, Seredeal Scheepers \| – \| \| 4. Juli 2010 – 17. Juli 2010 2 Wochen \| 2 \| Velile & Safri Duo \| Helele Jean Joseph Kluger, Daniel Vangarde \| – \| \| 18. Juli 2010 – 7. August 2010 3 Wochen (insgesamt 4) \| 4 \| Shakira feat. Freshlyground \| Waka Waka (This Time for Africa) Shakira Isabel Mebarak Ripol, John Graham Hill, Zolani Monica Mahola, Simon Eric Attwell, Peter David Cohen, Kyla-Rose Smith, Julio Navela Sigauque, Neil John Francis Hawks, Eugene Victor Doo Belley, Jean Paul Zé Bella, Emile Kojidie, Seredeal Scheepers \| – \| \| 8. August 2010 – 11. September 2010 5 Wochen \| 5 \| Yolanda Be Cool vs. DCUP \| We No Speak Americano Musik: Renato Carosone; Text: Nicola Salerno \| – \| \| 12. September 2010 – 18. September 2010 1 Woche \| 1 \| Bligg \| Legändä & Heldä Roman Camenzind, Fred Herrmann \| – \| \| 19. September 2010 – 23. Oktober 2010 5 Wochen \| 5 \| Eminem feat. Rihanna \| Love the Way You Lie Alexander Grant Jr., Marshall B. Mathers III, Holly Brook \| – \| \| 24. Oktober 2010 – 30. Oktober 2010 1 Woche \| 1 \| Gotthard \| Heaven Stefan Alois Lee, Leo Leoni, Chris von Rohr, Heinz Habegger, Armand Meyer, Markus Probst \| – \| \| 31. Oktober 2010 – 6. November 2010 1 Woche (insgesamt 4) \| 4 \| Shakira feat. El Cata \| Loca Dylan Kwabena Mills, Armando Christian Pérez, Edward E. Bello, Shakira Isabel Mebarak, Carlos Daniel Crespo-Planas \| – \| \| 7. November 2010 – 13. November 2010 1 Woche \| 1 \| James Blunt \| Stay the Night Stephen Paul Robson, James Blunt, Ryan B. Tedder, Bob Marley \| – \| \| 14. November 2010 – 4. Dezember 2010 3 Wochen (insgesamt 4) \| 4 \| Shakira feat. El Cata \| Loca Dylan Kwabena Mills, Armando Christian Pérez, Edward E. Bello, Shakira Isabel Mebarak, Carlos Daniel Crespo-Planas \| – \| \| 5. Dezember 2010 – 18. Dezember 2010 2 Wochen (insgesamt 5) \| 5 \| Duck Sauce \| Barbra Streisand Frank Farian, Heinz Huth, Jürgen Huth, Fred Jay, Armand Van Helden, Alain Macklovitch \| – \| \| 19. Dezember 2010 – 15. Januar 2011 4 Wochen \| 4 \| The Black Eyed Peas \| The Time (Dirty Bit) Will Adams, Allan Apll Pineda, Jaime Luis Gomez, Stacy Ferguson, Adam Charles Wood Freeland, Alexander Charles Lachlan Drury \| – \| |                                           |                                           | |                           |
| ← 2009 |                                           |                                           | | → 2011 →                  |
| Zeitraum | Wo. ges.                                  | Interpret                                 | Titel Autor(en) | Zusätzliche Informationen |
| (Zeitraum, Wochen auf Platz eins, Interpret, Titel, Autor[en], zusätzliche Informationen) |                                           |                                           | |                           |
| 29. November 2009 – 16. Januar 2010 7 Wochen | 7                                         | Melanie Fiona                             | Monday Morning Peter W. Keusch, Sidh Solanki, Charlene M. Gilliam | –                         |
| 17. Januar 2010 – 23. Januar 2010 1 Woche | 1                                         | Rihanna                                   | Russian Roulette Shaffer Smith, Charles T. Harmon | –                         |
| 24. Januar 2010 – 13. März 2010 7 Wochen (insgesamt 9) | 9                                         | Kesha                                     | TiK ToK Kesha Sebert, Benjamin Levin, Lukasz Gottwald | –                         |
| 14. März 2010 – 20. März 2010 1 Woche | 1                                         | Iyaz                                      | Replay Jason Joel Desrouleaux, Theron Makiel Thomas, Timothy Jamahli Thomas, Jonathan Rotem, Kisean Paul Anderson, Keidran K. Jones | –                         |
| 21. März 2010 – 3. April 2010 2 Wochen (insgesamt 9) | 9                                         | Kesha                                     | TiK ToK Kesha Sebert, Benjamin Levin, Lukasz Gottwald | –                         |
| 4. April 2010 – 1. Mai 2010 4 Wochen (insgesamt 5) | 5                                         | Stromae                                   | Alors on danse Paul Van Haver | –                         |
| 2. Mai 2010 – 8. Mai 2010 1 Woche | 1                                         | Mehrzad Marashi                           | Don’t Believe Dieter Bohlen | –                         |
| 9. Mai 2010 – 15. Mai 2010 1 Woche (insgesamt 5) | 5                                         | Stromae                                   | Alors on danse Paul Van Haver | –                         |
| 16. Mai 2010 – 22. Mai 2010 1 Woche | 1                                         | Taio Cruz feat. Ludacris                  | Break Your Heart Fraser Lance Thorneycroft Smith, Christopher Brian Bridges, Taio Cruz | –                         |
| 23. Mai 2010 – 12. Juni 2010 3 Wochen (insgesamt 4) | 4                                         | K’naan                                    | Wavin’ Flag Philip Martin Lawrence II, Peter Gene Hernandez, Keinan Abdi Warsame, Jean Guillaume Daval | –                         |
| 13. Juni 2010 – 19. Juni 2010 1 Woche | 1                                         | Lena Meyer-Landrut                        | Satellite Julie R. Frost, John Gordon | –                         |
| 20. Juni 2010 – 26. Juni 2010 1 Woche (insgesamt 4) | 4                                         | K’naan                                    | Wavin’ Flag Philip Martin Lawrence II, Peter Gene Hernandez, Keinan Abdi Warsame, Jean Guillaume Daval | –                         |
| 27. Juni 2010 – 3. Juli 2010 1 Woche (insgesamt 4) | 4                                         | Shakira feat. Freshlyground               | Waka Waka (This Time for Africa) Shakira Isabel Mebarak Ripol, John Graham Hill, Zolani Monica Mahola, Simon Eric Attwell, Peter David Cohen, Kyla-Rose Smith, Julio Navela Sigauque, Neil John Francis Hawks, Eugene Victor Doo Belley, Jean Paul Zé Bella, Emile Kojidie, Seredeal Scheepers | –                         |
| 4. Juli 2010 – 17. Juli 2010 2 Wochen | 2                                         | Velile & Safri Duo                        | Helele Jean Joseph Kluger, Daniel Vangarde | –                         |
| 18. Juli 2010 – 7. August 2010 3 Wochen (insgesamt 4) | 4                                         | Shakira feat. Freshlyground               | Waka Waka (This Time for Africa) Shakira Isabel Mebarak Ripol, John Graham Hill, Zolani Monica Mahola, Simon Eric Attwell, Peter David Cohen, Kyla-Rose Smith, Julio Navela Sigauque, Neil John Francis Hawks, Eugene Victor Doo Belley, Jean Paul Zé Bella, Emile Kojidie, Seredeal Scheepers | –                         |
| 8. August 2010 – 11. September 2010 5 Wochen | 5                                         | Yolanda Be Cool vs. DCUP                  | We No Speak Americano Musik: Renato Carosone; Text: Nicola Salerno | –                         |
| 12. September 2010 – 18. September 2010 1 Woche | 1                                         | Bligg                                     | Legändä & Heldä Roman Camenzind, Fred Herrmann | –                         |
| 19. September 2010 – 23. Oktober 2010 5 Wochen | 5                                         | Eminem feat. Rihanna                      | Love the Way You Lie Alexander Grant Jr., Marshall B. Mathers III, Holly Brook | –                         |
| 24. Oktober 2010 – 30. Oktober 2010 1 Woche | 1                                         | Gotthard                                  | Heaven Stefan Alois Lee, Leo Leoni, Chris von Rohr, Heinz Habegger, Armand Meyer, Markus Probst | –                         |
| 31. Oktober 2010 – 6. November 2010 1 Woche (insgesamt 4) | 4                                         | Shakira feat. El Cata                     | Loca Dylan Kwabena Mills, Armando Christian Pérez, Edward E. Bello, Shakira Isabel Mebarak, Carlos Daniel Crespo-Planas | –                         |
| 7. November 2010 – 13. November 2010 1 Woche | 1                                         | James Blunt                               | Stay the Night Stephen Paul Robson, James Blunt, Ryan B. Tedder, Bob Marley | –                         |
| 14. November 2010 – 4. Dezember 2010 3 Wochen (insgesamt 4) | 4                                         | Shakira feat. El Cata                     | Loca Dylan Kwabena Mills, Armando Christian Pérez, Edward E. Bello, Shakira Isabel Mebarak, Carlos Daniel Crespo-Planas | –                         |
| 5. Dezember 2010 – 18. Dezember 2010 2 Wochen (insgesamt 5) | 5                                         | Duck Sauce                                | Barbra Streisand Frank Farian, Heinz Huth, Jürgen Huth, Fred Jay, Armand Van Helden, Alain Macklovitch | –                         |
| 19. Dezember 2010 – 15. Januar 2011 4 Wochen | 4                                         | The Black Eyed Peas                       | The Time (Dirty Bit) Will Adams, Allan Apll Pineda, Jaime Luis Gomez, Stacy Ferguson, Adam Charles Wood Freeland, Alexander Charles Lachlan Drury | –                         |

## Alben
| ← 2009 ← | Liste der Nummer-eins-Hits in der Schweiz | Liste der Nummer-eins-Hits in der Schweiz | Liste der Nummer-eins-Hits in der Schweiz | 2011 →                    |
| \| Zeitraum \| Wo. ges. \| Interpret \| Titel \| Zusätzliche Informationen \| \| (Zeitraum, Wochen auf Platz eins, Interpret, Titel, zusätzliche Informationen) \| \| \| \| \| \| ------------------------------------------------------------------------------ \| -------- \| ----------------------- \| ------------------------------- \| ------------------------- \| \| 13. Dezember 2009 – 2. Januar 2010 3 Wochen \| 3 \| Susan Boyle \| I Dreamed a Dream \| – \| \| 3. Januar 2010 – 9. Januar 2010 1 Woche \| 1 \| Alicia Keys \| The Element of Freedom \| – \| \| 10. Januar 2010 – 20. Februar 2010 6 Wochen \| 6 \| Lady Gaga \| The Fame \| – \| \| 21. Februar 2010 – 27. Februar 2010 1 Woche \| 1 \| Sade \| Soldier of Love \| – \| \| 28. Februar 2010 – 13. März 2010 2 Wochen \| 2 \| Lunik \| Small Lights in the Dark \| – \| \| 14. März 2010 – 20. März 2010 1 Woche \| 1 \| Krokus \| Hoodoo \| – \| \| 21. März 2010 – 10. April 2010 3 Wochen (insgesamt 5) \| 5 \| Amy Macdonald \| A Curious Thing \| – \| \| 11. April 2010 – 17. April 2010 1 Woche \| 1 \| Sophie Hunger \| 1983 \| – \| \| 18. April 2010 – 1. Mai 2010 2 Wochen (insgesamt 5) \| 5 \| Amy Macdonald \| A Curious Thing \| – \| \| 2. Mai 2010 – 8. Mai 2010 1 Woche (insgesamt 2) \| 2 \| AC/DC \| Iron Man 2 (Soundtrack) \| – \| \| 9. Mai 2010 – 15. Mai 2010 1 Woche \| 1 \| Züri West \| HomeRekords \| – \| \| 16. Mai 2010 – 22. Mai 2010 1 Woche (insgesamt 2) \| 2 \| AC/DC \| Iron Man 2 (Soundtrack) \| – \| \| 23. Mai 2010 – 29. Mai 2010 1 Woche \| 1 \| DJ Antoine \| 2010 \| – \| \| 30. Mai 2010 – 5. Juni 2010 1 Woche \| 1 \| Die Fantastischen Vier \| Für dich immer noch Fanta Sie \| – \| \| 6. Juni 2010 – 12. Juni 2010 1 Woche (insgesamt 3) \| 3 \| Katie Melua \| The House \| – \| \| 13. Juni 2010 – 19. Juni 2010 1 Woche \| 1 \| Jack Johnson \| To the Sea \| – \| \| 20. Juni 2010 – 3. Juli 2010 2 Wochen (insgesamt 3) \| 3 \| Katie Melua \| The House \| – \| \| 4. Juli 2010 – 28. August 2010 8 Wochen (insgesamt 9) \| 9 \| Eminem \| Recovery \| – \| \| 29. August 2010 – 4. September 2010 1 Woche \| 1 \| Iron Maiden \| The Final Frontier \| – \| \| 5. September 2010 – 11. September 2010 1 Woche (insgesamt 9) \| 9 \| Eminem \| Recovery \| – \| \| 12. September 2010 – 25. September 2010 2 Wochen (insgesamt 6) \| 6 \| Bellamy Brothers & Gölä \| The Greatest Hits Sessions \| – \| \| 26. September 2010 – 2. Oktober 2010 1 Woche \| 1 \| Linkin Park \| A Thousand Suns \| – \| \| 3. Oktober 2010 – 30. Oktober 2010 4 Wochen (insgesamt 6) \| 6 \| Bellamy Brothers & Gölä \| The Greatest Hits Sessions \| – \| \| 31. Oktober 2010 – 6. November 2010 1 Woche \| 1 \| Kings of Leon \| Come Around Sundown \| – \| \| 7. November 2010 – 20. November 2010 2 Wochen (insgesamt 3) \| 3 \| Bligg \| Bart aber herzlich \| – \| \| 21. November 2010 – 27. November 2010 1 Woche \| 1 \| James Blunt \| Some Kind of Trouble \| – \| \| 28. November 2010 – 4. Dezember 2010 1 Woche \| 1 \| Rihanna \| Loud \| – \| \| 5. Dezember 2010 – 11. Dezember 2010 1 Woche (insgesamt 3) \| 3 \| Bligg \| Bart aber herzlich \| – \| \| 12. Dezember 2010 – 18. Dezember 2010 1 Woche (insgesamt 6) \| 6 \| Gotthard \| Heaven – Best of Ballads Part 2 \| – \| \| 19. Dezember 2010 – 25. Dezember 2010 1 Woche \| 1 \| Baschi \| Neui Wält \| – \| \| 26. Dezember 2010 – 29. Januar 2011 5 Wochen (insgesamt 6) \| 6 \| Gotthard \| Heaven – Best of Ballads Part 2 \| – \| |                                           |                                           |                                           |                           |
| ← 2009 |                                           |                                           |                                           | → 2011 →                  |
| Zeitraum | Wo. ges.                                  | Interpret                                 | Titel                                     | Zusätzliche Informationen |
| (Zeitraum, Wochen auf Platz eins, Interpret, Titel, zusätzliche Informationen) |                                           |                                           |                                           |                           |
| 13. Dezember 2009 – 2. Januar 2010 3 Wochen | 3                                         | Susan Boyle                               | I Dreamed a Dream                         | –                         |
| 3. Januar 2010 – 9. Januar 2010 1 Woche | 1                                         | Alicia Keys                               | The Element of Freedom                    | –                         |
| 10. Januar 2010 – 20. Februar 2010 6 Wochen | 6                                         | Lady Gaga                                 | The Fame                                  | –                         |
| 21. Februar 2010 – 27. Februar 2010 1 Woche | 1                                         | Sade                                      | Soldier of Love                           | –                         |
| 28. Februar 2010 – 13. März 2010 2 Wochen | 2                                         | Lunik                                     | Small Lights in the Dark                  | –                         |
| 14. März 2010 – 20. März 2010 1 Woche | 1                                         | Krokus                                    | Hoodoo                                    | –                         |
| 21. März 2010 – 10. April 2010 3 Wochen (insgesamt 5) | 5                                         | Amy Macdonald                             | A Curious Thing                           | –                         |
| 11. April 2010 – 17. April 2010 1 Woche | 1                                         | Sophie Hunger                             | 1983                                      | –                         |
| 18. April 2010 – 1. Mai 2010 2 Wochen (insgesamt 5) | 5                                         | Amy Macdonald                             | A Curious Thing                           | –                         |
| 2. Mai 2010 – 8. Mai 2010 1 Woche (insgesamt 2) | 2                                         | AC/DC                                     | Iron Man 2 (Soundtrack)                   | –                         |
| 9. Mai 2010 – 15. Mai 2010 1 Woche | 1                                         | Züri West                                 | HomeRekords                               | –                         |
| 16. Mai 2010 – 22. Mai 2010 1 Woche (insgesamt 2) | 2                                         | AC/DC                                     | Iron Man 2 (Soundtrack)                   | –                         |
| 23. Mai 2010 – 29. Mai 2010 1 Woche | 1                                         | DJ Antoine                                | 2010                                      | –                         |
| 30. Mai 2010 – 5. Juni 2010 1 Woche | 1                                         | Die Fantastischen Vier                    | Für dich immer noch Fanta Sie             | –                         |
| 6. Juni 2010 – 12. Juni 2010 1 Woche (insgesamt 3) | 3                                         | Katie Melua                               | The House                                 | –                         |
| 13. Juni 2010 – 19. Juni 2010 1 Woche | 1                                         | Jack Johnson                              | To the Sea                                | –                         |
| 20. Juni 2010 – 3. Juli 2010 2 Wochen (insgesamt 3) | 3                                         | Katie Melua                               | The House                                 | –                         |
| 4. Juli 2010 – 28. August 2010 8 Wochen (insgesamt 9) | 9                                         | Eminem                                    | Recovery                                  | –                         |
| 29. August 2010 – 4. September 2010 1 Woche | 1                                         | Iron Maiden                               | The Final Frontier                        | –                         |
| 5. September 2010 – 11. September 2010 1 Woche (insgesamt 9) | 9                                         | Eminem                                    | Recovery                                  | –                         |
| 12. September 2010 – 25. September 2010 2 Wochen (insgesamt 6) | 6                                         | Bellamy Brothers & Gölä                   | The Greatest Hits Sessions                | –                         |
| 26. September 2010 – 2. Oktober 2010 1 Woche | 1                                         | Linkin Park                               | A Thousand Suns                           | –                         |
| 3. Oktober 2010 – 30. Oktober 2010 4 Wochen (insgesamt 6) | 6                                         | Bellamy Brothers & Gölä                   | The Greatest Hits Sessions                | –                         |
| 31. Oktober 2010 – 6. November 2010 1 Woche | 1                                         | Kings of Leon                             | Come Around Sundown                       | –                         |
| 7. November 2010 – 20. November 2010 2 Wochen (insgesamt 3) | 3                                         | Bligg                                     | Bart aber herzlich                        | –                         |
| 21. November 2010 – 27. November 2010 1 Woche | 1                                         | James Blunt                               | Some Kind of Trouble                      | –                         |
| 28. November 2010 – 4. Dezember 2010 1 Woche | 1                                         | Rihanna                                   | Loud                                      | –                         |
| 5. Dezember 2010 – 11. Dezember 2010 1 Woche (insgesamt 3) | 3                                         | Bligg                                     | Bart aber herzlich                        | –                         |
| 12. Dezember 2010 – 18. Dezember 2010 1 Woche (insgesamt 6) | 6                                         | Gotthard                                  | Heaven – Best of Ballads Part 2           | –                         |
| 19. Dezember 2010 – 25. Dezember 2010 1 Woche | 1                                         | Baschi                                    | Neui Wält                                 | –                         |
| 26. Dezember 2010 – 29. Januar 2011 5 Wochen (insgesamt 6) | 6                                         | Gotthard                                  | Heaven – Best of Ballads Part 2           | –                         |

## Jahreshitparaden
| ← 2009 ← | Liste der Nummer-eins-Hits in der Schweiz | Liste der Nummer-eins-Hits in der Schweiz          | Liste der Nummer-eins-Hits in der Schweiz | 2011 →   |
| \| Singles \| Position# \| Alben \| \| -------------------------------------------------------------------------------------------------------------------------------------------------------------------------------------------------------------------------------------------------------------------------------------------------------------------------- \| --------- \| -------------------------------------------------- \| \| Waka Waka (This Time for Africa) Shakira feat. Freshlyground Shakira Isabel Mebarak Ripol, John Graham Hill, Zolani Monica Mahola, Simon Eric Attwell, Peter David Cohen, Kyla-Rose Smith, Julio Navela Sigauque, Neil John Francis Hawks, Eugene Victor Doo Belley, Jean Paul Zé Bella, Emile Kojidie, Seredeal Scheepers \| 1 \| The Fame Lady Gaga \| \| We No Speak Americano! Yolanda Be Cool vs. DCUP Musik: Renato Carosone; Text: Nicola Salerno \| 2 \| A Curious Thing Amy Macdonald \| \| Love the Way You Lie Eminem feat. Rihanna Alexander Grant Jr., Marshall B. Mathers III, Holly Brook \| 3 \| Recovery Eminem \| \| Wavin’ Flag K’naan Philip Martin Lawrence II, Peter Gene Hernandez, Keinan Abdi Warsame, Jean Guillaume Daval \| 4 \| Bart aber herzlich Bligg \| \| Alors on danse Stromae Paul Van Haver \| 5 \| The Greatest Hits Sessions Bellamy Brothers & Gölä \| \| TiK ToK Kesha Kesha Sebert, Benjamin Levin, Lukasz Gottwald \| 6 \| Heaven – Best of Ballads Part 2 Gotthard \| \| Stereo Love Edward Maya feat. Vika Jigulina Edward Maya, Vika Jigulina \| 7 \| Hoodoo Krokus \| \| Alejandro Lady Gaga Nadir Khayat, Stefani Germanotta \| 8 \| One Love David Guetta \| \| Break Your Heart Taio Cruz feat. Ludacris Fraser Lance Thorneycroft Smith, Christopher Brian Bridges, Taio Cruz \| 9 \| The Element of Freedom Alicia Keys \| \| Empire State of Mind Jay-Z feat. Alicia Keys Alexander William Shuckburgh, Shawn C. Carter, Alicia J. Augello Cook, Angela Ann Hunte, Janet Andrea Sewell, Bert Keyes, Sylvia Robinson \| 10 \| Große Freiheit Unheilig \| |                                           |                                                    |                                           |          |
| ← 2009 |                                           |                                                    |                                           | → 2011 → |
| Singles | Position#                                 | Alben                                              |                                           |          |
| Waka Waka (This Time for Africa) Shakira feat. Freshlyground Shakira Isabel Mebarak Ripol, John Graham Hill, Zolani Monica Mahola, Simon Eric Attwell, Peter David Cohen, Kyla-Rose Smith, Julio Navela Sigauque, Neil John Francis Hawks, Eugene Victor Doo Belley, Jean Paul Zé Bella, Emile Kojidie, Seredeal Scheepers | 1                                         | The Fame Lady Gaga                                 |                                           |          |
| We No Speak Americano! Yolanda Be Cool vs. DCUP Musik: Renato Carosone; Text: Nicola Salerno | 2                                         | A Curious Thing Amy Macdonald                      |                                           |          |
| Love the Way You Lie Eminem feat. Rihanna Alexander Grant Jr., Marshall B. Mathers III, Holly Brook | 3                                         | Recovery Eminem                                    |                                           |          |
| Wavin’ Flag K’naan Philip Martin Lawrence II, Peter Gene Hernandez, Keinan Abdi Warsame, Jean Guillaume Daval | 4                                         | Bart aber herzlich Bligg                           |                                           |          |
| Alors on danse Stromae Paul Van Haver | 5                                         | The Greatest Hits Sessions Bellamy Brothers & Gölä |                                           |          |
| TiK ToK Kesha Kesha Sebert, Benjamin Levin, Lukasz Gottwald | 6                                         | Heaven – Best of Ballads Part 2 Gotthard           |                                           |          |
| Stereo Love Edward Maya feat. Vika Jigulina Edward Maya, Vika Jigulina | 7                                         | Hoodoo Krokus                                      |                                           |          |
| Alejandro Lady Gaga Nadir Khayat, Stefani Germanotta | 8                                         | One Love David Guetta                              |                                           |          |
| Break Your Heart Taio Cruz feat. Ludacris Fraser Lance Thorneycroft Smith, Christopher Brian Bridges, Taio Cruz | 9                                         | The Element of Freedom Alicia Keys                 |                                           |          |
| Empire State of Mind Jay-Z feat. Alicia Keys Alexander William Shuckburgh, Shawn C. Carter, Alicia J. Augello Cook, Angela Ann Hunte, Janet Andrea Sewell, Bert Keyes, Sylvia Robinson | 10                                        | Große Freiheit Unheilig                            |                                           |          |

## Romandie-Charts
Seit 2010 werden separate Charts für die Romandie, die französischsprachige Schweiz, erhoben. Es gab in diesem Jahr 14 Nummer-eins-Singles und 26 Nummer-eins-Alben.
| Singles | Alben |
| --- | --- |
| - Rihanna – Russian Roulette - 3 Wochen (3. Januar – 23. Januar) - Kesha – TiK ToK - 1 Woche (24. Januar – 30. Januar, insgesamt 4 Wochen) - Edward Maya feat. Vika Jigulina – Stereo Love - 3 Wochen (31. Januar – 20. Februar, insgesamt 5 Wochen) - Kesha – TiK ToK - 3 Wochen (21. Februar – 13. März, insgesamt 4 Wochen) - Edward Maya feat. Vika Jigulina – Stereo Love - 1 Woche (14. März – 20. März, insgesamt 5 Wochen) - Iyaz – Replay - 1 Woche (21. März – 27. März) - Edward Maya feat. Vika Jigulina – Stereo Love - 1 Woche (28. März – 3. April, insgesamt 5 Wochen) - Stromae – Alors on danse - 5 Wochen (4. April – 8. Mai) - Taio Cruz feat. Ludacris – Break Your Heart - 5 Wochen (9. Mai – 12. Juni) - Lena – Satellite - 1 Woche (13. Juni – 19. Juni) - K’naan – Wavin’ Flag - 1 Woche (20. Juni – 26. Juni) - Shakira feat. Freshlyground – Waka Waka (This Time for Africa) - 7 Wochen (27. Juni – 14. August) - Yolanda Be Cool vs DCUP – We No Speak Americano - 5 Wochen (15. August – 18. September) - Eminem feat. Rihanna – Love the Way You Lie - 5 Wochen (19. September – 23. Oktober) - Shakira feat. El Cata – Loca - 6 Wochen (24. Oktober – 4. Dezember) - Duck Sauce – Barbra Streisand - 1 Woche (5. Dezember – 11. Dezember, insgesamt 2 Wochen; → 2011) - The Black Eyed Peas – The Time (Dirty Bit) - 5 Wochen (12. Dezember – 15. Januar 2011) | - Susan Boyle – I Dreamed a Dream - 1 Woche (3. Januar – 9. Januar) - Lady Gaga – The Fame - 3 Wochen (10. Januar – 30. Januar, insgesamt 4 Wochen) - The Black Eyed Peas – The E.N.D. - 3 Wochen (31. Januar – 20. Februar) - Massive Attack – Heligoland - 1 Woche (21. Februar – 27. Februar) - Sade – Soldier of Love - 3 Wochen (28. Februar – 20. März) - Amy Macdonald – A Curious Thing - 1 Woche (21. März – 27. März) - Les Enfoirés – 2010: Les Enfoires… la crise de nerfs! - 1 Woche (28. März – 3. April) - Christophe Maé – On trace la route - 4 Wochen (4. April – 1. Mai) - Gotan Project – Tango 3.0 - 4 Wochen (2. Mai – 29. Mai) - Lady Gaga – The Fame - 1 Woche (30. Mai – 5. Juni, insgesamt 4 Wochen) - Katie Melua – The House - 1 Woche (6. Juni – 12. Juni) - Jack Johnson - 1 Woche (13. Juni – 19. Juni) - Morcheeba – Blood Like Lemonade - 1 Woche (20. Juni – 26. Juni) - Zaz – Zaz - 1 Woche (27. Juni – 3. Juli, insgesamt 6 Wochen) - Eminem – Recovery - 2 Wochen (4. Juli – 17. Juli) - Zaz – Zaz - 4 Wochen (18. Juli – 14. August, insgesamt 6 Wochen) - Arcade Fire – The Suburbs - 1 Woche (15. August – 21. August) - Zaz – Zaz - 1 Woche (22. Juli – 28. August, insgesamt 6 Wochen) - Iron Maiden – The Final Frontier - 1 Woche (29. August – 4. September) - Yannick Noah – Frontières - 3 Wochen (5. September – 25. September) - Linkin Park – A Thousand Suns - 2 Wochen (26. September – 9. Oktober) - Raphaël – Pacific 231 - 3 Wochen (10. Oktober – 30. Oktober) - Shakira – Sale el sol - 3 Wochen (31. Oktober – 20. November) - James Blunt – Some Kind of Trouble - 1 Woche (21. November – 27. November) - Rihanna – Loud - 1 Woche (28. November – 4. Dezember) - Grégoire – Le même soleil - 1 Woche (5. Dezember – 11. Dezember) - The Black Eyed Peas – The Beginning - 1 Woche (12. Dezember – 18. Dezember) - Mylène Farmer – Bleu noir - 1 Woche (19. Dezember – 25. Dezember) - Les Enfoirés – Le meilleur des Enfoirés – 20 ans - 4 Wochen (26. Dezember – 22. Januar 2011) |